# Sistema de Símbols Físics
El sistema de símbols físics (SSF) és un conjunt d'entitats físiques, denominades símbols, que poden ser combinades en estructures de símbols i transformades mitjançant una sèrie de processos, donant lloc a nous símbols. És així que es poden distingir tres components:
- Símbols: entitats físiques concretes
  - Substrat físic-electrònic. És el cas dels ordinadors, els símbols dels quals es realitzen mitjançant circuits elèctrics
  - Substrat físic-químic-biològic. És el cas dels éssers humans, els símbols dels quals es realitzen mitjançant xarxes neuronals
- Estructures de símbols: combinacions d'instàncies de símbols que es relacionen de manera física
- Processos: manipulació de símbols i estructures de símbols, tals com crear, modificar, copiar, emmagatzemar i destruir.

Aquesta estructura té dues nocions fonamentals, designació i interpretació, definides per Allen Newell i Herbert Simon de la següent manera:
"Designació: Una expressió designa un objecte si, donada l'expressió, el sistema pot afectar el mateix objecte o comportar-se d'una manera dependent de l'objecte [...]. En qualsevol cas, s'ha obtingut accés a l'objecte a través de l'expressió, cosa que és l'essència de la designació."
"Interpretació: El sistema pot interpretar una expressió si aquesta designa un procés i si, donada l'expressió, el sistema pot dur a terme el procés".

## Hipòtesi del Sistema de Símbols Físics
"Tot sistema de símbols físics posseeix el mitjans necessaris i suficients per manifestar comportaments intel·ligents". — Allen Newell i Herbert A. Simon
El 1975, Newell i Simon van presentar la hipòtesi dels sistemes de símbols físics, una llei d'estructura qualitativa (base molt general per dur a terme estudis sobre una branca de la ciència concreta) per l'estudi de sistemes intel·ligents -naturals o artificials.
Basada en els principis dels símbols físics, la seva hipòtesi pondera que un SSF té les qualitats necessàries i suficients per considerar-se intel·ligent. Per qualitats necessàries es fa referència al fet que, per tal d'exhibir intel·ligència, un sistema ha de ser SSF; mentre que per qualitats suficients, s'entén que, si un sistema és SSF (i presenta una mínima complexitat), llavors pot, automàticament, presentar indicis d'intel·ligència. Amb això s'entén que, per tant, la intel·ligència d'un sistema només serà aconseguible si aquest és capaç de processar símbols físics.
La veracitat de la hipòtesi comportaria que les computadores, quan proveïdes dels programes de processament de símbols adequats, poden actuar intel·ligentment, i conseqüentment, que el comportament simbòlic humà va lligat a la seva capacitat de processar símbols físics.

## Defensa de la Hipòtesi
Per tal de provar que els SSF són capaços de produir respostes intel·ligents, aquests (els SSF) han de partir de l'experiència. Com que no parlem d'un teorema, no es pot fer ús de cap demostració purament lògica per comprovar la seva viabilitat, és per això que s'ha arribat a dos tipus de proves empíriques per tal d'observar la veracitat de la proposta: la suficiència dels SSF per generar intel·ligència, i la necessitat de comptar amb SSF allà on s'exhibeix intel·ligència. La primera és relacionable amb la intel·ligència artificial, mentre l'altre, amb la psicologia cognitiva.

### Intel·ligència Artificial
El tipus de IA vinculada als SSF és la intel·ligència artificial simbòlica. Es tracta d'un model top-down que es basa en la lògica i l'heurística per resoldre problemes que no requereixin d'una interacció física o consciència espacial a l'entorn real. És a dir, són IA sense un cos físic que treballa a partir de representacions abstractes del món aconseguides mitjançant un llenguatge que neix de la lògica matemàtica. D'aquesta manera, i principalment a l'inici de la seva creació, s'emprava exclusivament per resoldre teoritzacions o per activitats que no requerissin una interacció física, com pot ser jugar a l'escac. Actualment, però, amb els avenços en representació de coneixements i visió artificial, es poden programar IA simbòliques que percebin i interactuïn amb l'entorn.

## Crítiques
Les crítiques dirigides a la hipòtesi de Newell i Simon van vinculades, principalment, a quatre punts base.
El primer d'ells argumenta que la intel·ligència no prové només de la capacitat de processar símbols sense significat, sinó que més enllà d'aquest procés de comprensió, la computadora hauria de ser capaç de relacionar-se amb el medi, amb el seu context, d'actuar en conseqüència. Cal una certa "connexió" amb el que l'envolta per tal de donar-li significat als símbols. Aquesta connexió, alguns teòrics plantegen, es pot aconseguir mitjançant el que anomenen "encarnació": la computadora necessita un cos físic per tal de tenir experiències. Alguns, com Hubert Dreyfus, fins i tot parlen d'un "cos com el dels humans" per tal d'assolir aquesta intel·ligència humana que es busca.
Un altre dels pensaments que s'oposen defensa que, una gran part del que sustenta la intel·ligència, especialment allò relacionat amb la percepció, està vinculat a les senyals no-simbòliques, és a dir, analògiques. I tot i ser possible imitar en símbols qualsevol classe de procés, la complexitat que requeriria seria extremadament problemàtica.
Relacionat amb el segon punt, la tercera crítica parteix de la premissa que, la computació, així com s'ha entès i s'ha treballat a la IA, no és una base per desenvolupar la intel·ligència. En contraposada, defensen la creació d'un model que segueixi una mecànica propera a aquella del cervell humà.
Finalment, l'últim argument en contra pren com a exemple les colònies d'insectes. Moltes de les activitats etiquetades com a intel·ligents que duen a terme els éssers vius, no només els humans, són inconscients. Quan els insectes col·laboren a una colònia, ho fan de manera instintiva, s'enfronten a situacions de crisi a partir d'una adaptabilitat innata, no manipulant símbols. Jordan Pollack explica com una gran part de l'activitat de la ment humana és, de fet, inconscient.
A més, també podria emprar-se l'argument de l'habitació xinesa, publicat per John Searle el 1980, com crítica a aquesta hipòtesi. En aquest argument pretén demostrar que, al contrari d'un ésser humà, una màquina no és capaç de comprendre els símbols que utilitza i, per tant, no pot considerar-se intel·ligent partint únicament de la seva capacitat de manipulació de els símbols esmentats.